# Friedrich Walburg
Friedrich Walburg (* 6. Juni 1890 in Bremen; † 1. Februar 1967 in Göttingen) war ein deutscher Pädagoge und Historiker sowie Bremer Oberstudiendirektor.

## Leben
Walburg besuchte die Volksschule und von 1905 bis 1911 das Bremer Lehrerseminar. Erst dann erwarb er als Nichtschüler das Abitur am Bremer Realgymnasium, dem späteren Hermann-Böse-Gymnasium. Er studierte von 1911 bis 1914 Geschichte, neuere Sprachen und Philosophie an der Universität Marburg, der Universität Berlin und der Universität Greifswald. 
Ab 1914 war er wissenschaftlicher Hilfslehrer an der Realschule in der westlichen Vorstadt in Bremen. 1917 wurde er Oberlehrer (Studienrat). Er wurde Mitglied des Bremischen Lehrervereins und 1919/20 der Lehrerkammer und des Lehrerrats. Er leitete ab 1920 eine Arbeitsgemeinschaft zur Veranschaulichung des Geschichtsunterrichts und er gab eine Schriftenreihe raus als Geschichte in Erzählungen, in der unter anderem Friedrich Kühlken schrieb. Seit 1938 war er Studienrat am Hermann-Böse-Gymnasium.  
Von 1937 bis 1939 studierte er zusätzlich Vorgeschichte bei Hans Reinerth am Vorgeschichtlichen Seminar der Friedrich-Wilhelms-Universität Berlin. Er begleitete nunmehr verschiedene vorgeschichtliche Ausgrabungen am Dümmer, bei Dötlingen und bei Wildeshausen. Nach dem Zweiten Weltkrieg leitete er von 1946 bis 1956 die Hermann-Böse-Schule und wurde 1950 zum Oberstudiendirektor befördert. Er war in dieser Zeit Vorsitzender der Landessektion des Verbandes der Geschichtslehrer Deutschlands und seit 1955 Vorsitzender der Bremer Gesellschaft für Vorgeschichte.
Nach dem Ende des Zweiten Weltkrieges war er als Leiter der „Bremer Hochschulkurse“ in die Planungen zur Gründung einer „Internationalen Universität“ in Bremen involviert.